# Zelenika
Zelenika je vesnice a přímořské letovisko v Černé Hoře. Je součástí opčiny města Herceg Novi, od něhož se nachází asi 5 km východně. V roce 2003 zde žilo celkem 1 444 obyvatel.
Sousedními vesnicemi jsou Kumbor, Meljine a Sasovići.